# Ruta Estatal de Nevada 264
La Ruta Estatal de Nevada 264, y abreviada SR 264 (en inglés: Nevada State Route 264) es una carretera estatal estadounidense ubicada en el estado de Nevada. La carretera inicia en el Sur desde la SR 266     en Oasis hacia el Norte en la US 6     en Basalt. La carretera tiene una longitud de 54,2 km (33.667 mi).

## Mantenimiento
Al igual que las autopistas interestatales, y las rutas federales y el resto de carreteras estatales, la Ruta Estatal de Nevada 264 es administrada y mantenida por el Departamento de Transporte de Nevada por sus siglas en inglés Nevada DOT.

## Cruces
La Ruta Estatal de Nevada 264 es atravesada principalmente por la  SR 773 .